# 梅加·伊納瓦蒂
梅加·伊納瓦蒂（印尼語：Megah Inawati，1945年—），是一名已退役印尼女子羽球運動員。她是梅加·伊達瓦蒂與林水鏡的姐妹，又稱為莉納瓦蒂（Linawati）、梅加瓦蒂（Megawati）或赫絲蒂·里亞納瓦蒂（Hesty Lianawati）。
在1969年優霸盃對陣日本的決賽中，赫絲蒂·里亞納瓦蒂與努爾黑娜搭檔雙打，她們先以兩個3:15輸給高木紀子/湯木博惠組合，再以4:15、5:15輸給天野博江/高橋友子組合。最終，印尼隊以1-6敗北而獲得亞軍。